# Peperomia armondii
Peperomia armondii är en pepparväxtart som beskrevs av Truman George Yuncker. Peperomia armondii ingår i släktet peperomior, och familjen pepparväxter. Inga underarter finns listade i Catalogue of Life.